# Хоэхсманн, Виктор
Виктор Хоэхсманн (пол. Wiktor Hoechsman; 17 июля 1894 года, Неполомице, Австро-Венгерская империя — 29 июня 1977 года, Краков, Польша) — польский велосипедист, участник Олимпийских игр.
Родился в Неполомицах в семье Францишка и Марии. Был членом Краковского клуба велосипедистов и мотоциклистов. Входил в список лучших шоссейных велогонщиков Польши. На первом чемпионате Польши по велоспорту (1921) год, стал серебряным призёром. Затем с 1922 по 1924 брал трижды золотые медали. Участник чемпионата мира 1924 года в Париже, где занял 19 место.
Участвовал в индивидуальной гонке на летних Олимпийских играх 1924 года. Не закончил дистанцию из-за поломки велосипеда. В командном заезде занял 14 место.
Умер в Кракове в 1977 году.